# Mâkhétaton
Mâkhétaton (parfois orthographiée Mâkétaton, qui signifie « celle qui regarde Aton » ou « la protégée d'Aton ») est une princesse royale d'Égypte antique, fille du pharaon Akhenaton et de la reine Néfertiti.
Si peu de choses nous sont connues d'elle, elle est souvent représentée avec ses sœurs accompagnant leurs royaux parents les deux premiers tiers du règne d'Akhenaton. 
Mâkhétaton apparait pour la première fois sur les murs d'un temple dédié à sa mère Néfertiti où elle et sa sœur Mérytaton apparaissent aux côtés de leur mère. Elle est aussi représentée sur une stèle frontière d'Akhetaton, nouvelle capitale d'Akhenaton, où elle s'installe avec la famille royale lorsqu'elle est encore petite fille.

## Généalogie
Elle est née l'an III ou IV du règne d'Akhenaton. Cette estimation provient d'un document qui annonce que la dernière année du règne d'Akhenaton est la dix-septième et que sa troisième fille avait déjà donné naissance à un enfant à ce moment, ce qui signifie qu'elle est née avant l'an V ; donc Makhétaton ne pouvait être née plus tard que l'an IV. 
Mâkhétaton meurt l'an XIII ou XIV du règne de son père. L'an XII, elle est encore vivante puisqu'elle est représentée avec ses parents et ses sœurs à la réception de tributs étrangers, cérémonie visible dans les tombes de personnages de haut rang comme Houya ou le grand prêtre Méryrê II. Des cartouches d'Amenhotep III et d'Akhenaton, présents sur son sarcophage, laissent à penser que ces deux rois ont co-régné sur l'Égypte.
Selon de nombreuses sources, une épidémie (la peste ?) parcourt l'Égypte l'an XII ou XV du règne d'Akhenaton, époque où plusieurs membres de la famille royale disparaissent des écrits : la reine-mère Tiyi, la reine Néfertiti, la seconde épouse d'Akhenaton Kiya, Mâkhétaton et les deux plus jeunes princesses, Néfernéferourê et Sétepenrê. Mâkhétaton serait donc morte de cette épidémie ou, selon une autre théorie très répandue, d'un accouchement. 

## Sépulture

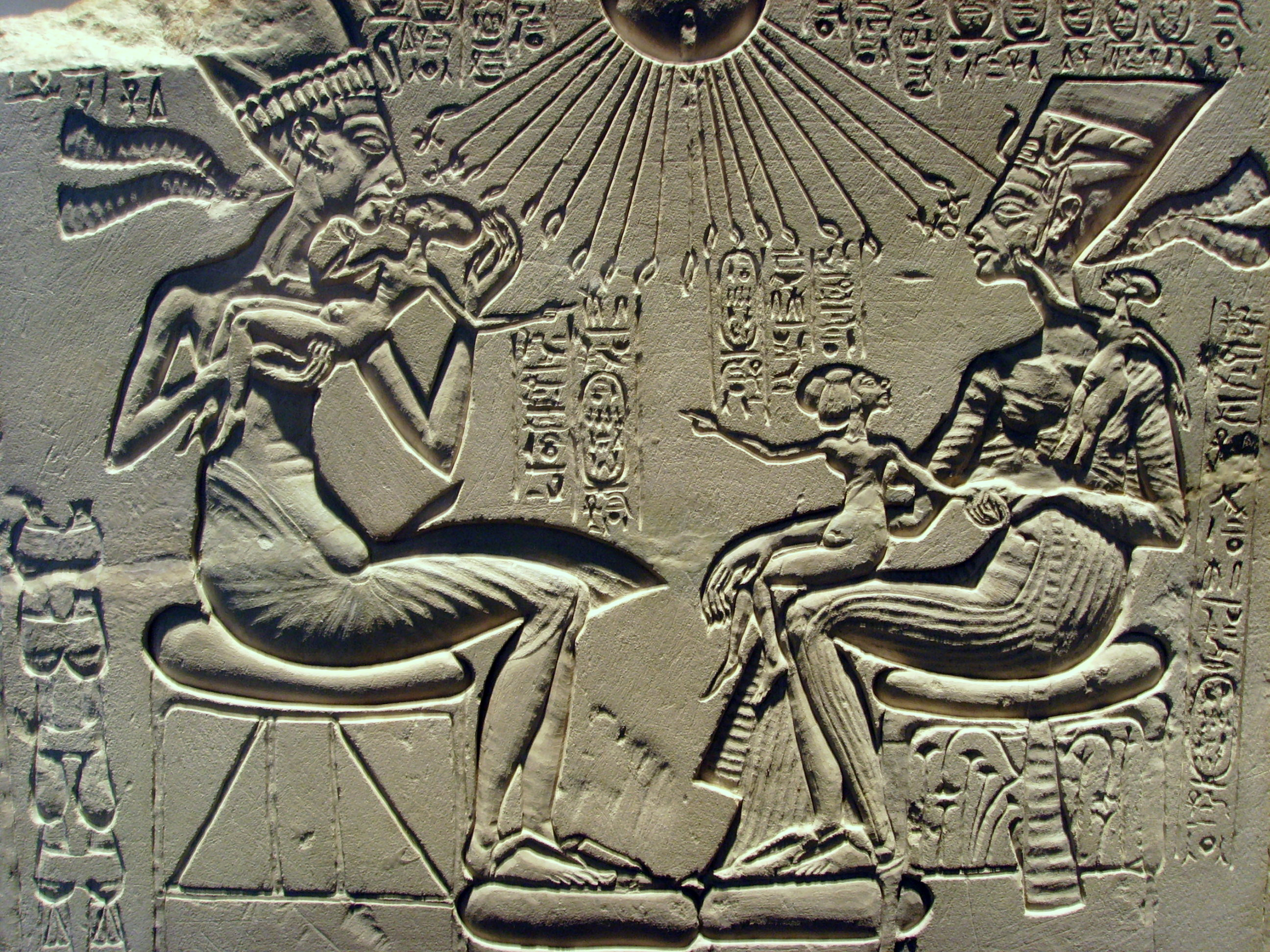
Akhenaton, Néfertiti et leurs trois filles aînées ; Mâkhétaton est sur les genoux de sa mère.

Trois chambres, les chambres alpha, bêta et gamma, de la tombe royale d'Akhenaton sont supposées être la chambre funéraire de Mâkhétaton. Les murs des chambres alpha et bêta présentent des scènes très similaires : dans la chambre alpha, Akhenaton et Néfertiti s'inclinent sur le corps inerte d'une femme, pleurant et s'accrochant chacun au bras de l'autre pour se soutenir. Près de là, une sage-femme tient un bébé dans ses bras, accompagnée d'un porteur à éventail prouvant le statut royal de l'enfant. Les noms sur la scène ont été taillés. 
Dans la chambre gamma se trouve une scène très similaire ; là, les hiéroglyphes identifient sans ambiguïté le nom de la défunte, Mâkhétaton. Dans la même chambre, une autre scène la montre avec un symbole associé à la naissance d'un enfant, mais elle peut être aussi interprétée comme la renaissance de la princesse. En face d'elle, au milieu des courtisans, se tiennent ses parents et leurs trois filles restantes, Mérytaton, Ânkhésenpaaton et Néfernéferouaton Tasherit. La présence d'un bébé royal laisse penser que la princesse est morte lors d'un accouchement. Il est cependant possible que la chambre alpha soit la chambre funéraire de quelqu'un d'autre, peut-être de Kiya.

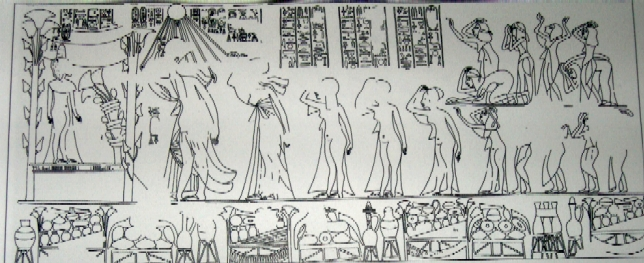
Mâkhétaton sur le mur de la chambre gamma ; en face d'elle Akhenaton, Néfertiti, Mérytaton, Ânkhésenpaaton et Néfernéferouaton Tasherit.